# Ducati Monster
Monstrul (informal numit și Il Mostro în Italiană) este o motocicletă concepută de Miguel Angel Galluzzi și produsă de Ducati Motor Holding în Bologna, Italia începând cu anul 1993. Este o motocicletă naked, caracterizată prin expunerea cadrului și a motorului. Utilizarea deliberată a cadrului spalier la Ducati Monster ca și parte integrală a design-ului acestuia, este  utilă atât pentru aspectul estetic cât și pentru eficiența structurală. În 2005, vânzările de Monster au reprezentat mai mult de jumătate din vânzările la nivel mondial Ducati. Pe motocicletele Ducati au folosit aproape exclusiv motoare 90° V-Twin, pe care ei le numesc L-Twin, cu supape desmodromic, și cadru din oțel tubular, caracteristici proiectate de Fabio Taglioni (1920 - 2001).
Linia de motociclete Monster a avut numeroase variante de-a lungul anilor, de la nivelul de intrare cu motoare de 400cc până la motoare de 130 CP cu multivalve, versiuni de motoare de superbike răcite cu apă. Simplitatea elementară a Monstrului, l-a făcut o platforma favorită pentru constructorii de motociclete personalizate, prezentat la concursuri, cum ar fi Monster Challenge. Motocicletele Monster au reprezentat, în cele din urmă, două treimi sau mai mult din producția Ducati.

## Istoria

### Design și concept
Monster a început ca un exercițiu de stil în anul 1992. Conceptul Monster a fost unul la care Galluzzi se gândea de ceva vreme, și a fost nevoie de timp pentru a convinge conducerea Ducati și Cagiva să-l construiască. Directorul tehnic de la Ducati, Massimo Bordi, a lăsat design-ul pe mâinile lui Galluzzi, în timp ce el s-a ocupat ca modelul să îndeplinească ceea ce își doreau ei de la noile motociclete. Brodi a declarat că i-a cerut lui Galluzzi „ceva ce poartă amprenta Ducati, dar care este ușor de condus fără a fi o motocicletă sport. El a venit cu o propunere și m-am gândit, această ar fi motocicletă pe care Marlon Brando ar conduce-o azi în filmul The Wild One!”. Intenția lui Bordi a fost să între pe piața de cruisere, cu o motocicletă ce a fost făcută pentru a fi modificată și eventual să aibă o mulțime de accesorii opționale pe piața produselor de schimb rivalizând astfel gama de piese personalizate disponibile pentru Harley-Davidson. Anterior, Cagiva a încercat să între pe această piață cu o imitație de Harley-Davidson cruiser, și anume, puternicul cromat Ducati Indiana din 1986-1990. Cu o slabă utilizare a supapei desmodromic și motoare L-Twins, cu un cadru plin, nu spalier ca cele ce poartă semnătura Ducati, a mers împotriva forțelor stilistice Ducati. Numai 2.138 de exemplare au fost făcute timp de peste 4 ani. Pentru a evita o altă situație jenantă, concurând direct împotriva Harley Davidson cu o imitație banală a cruiser-ului Harley, Monster a apelat la aceeași clienți urbani, cu stil, care voiau motociclete ce puteau face o declarație individualistă, dar a făcut acest lucru cu o motocicletă pe care nu o mai văzuseră înainte, ce avea încă un stil inconfundabil, italian și Ducati. 
Deoarece Bordi a vrut ca designerul Galluzzi să mențină costurile de producție scăzute, Monster a avut „piese speciale” umile, nu a fost construit cu piese noi, proiectate cu atenție pentru a funcționa la unison, ci prin amestecarea și potrivirea pieselor deja existente pe alte modele Ducati, începând cu motorul și continuând cu jumătate din cadrul unui Supersport 900, un cadru provenit de la 851 Superbike, și furca de la Supersport 750. Galluzi a conceput un rezervor "muscular" și o caroserie minimalistă care produce o imagine vizuală de masă musculară și putere, pe o motocicletă care s-a dovedit a fi surprinzător de mică și agilă pentru motociclistul începător. Cronicarul Glynn Kerr a descris Monster-ul ca fiind o motocicletă agresivă, „atribuită poziției atacului taurului, cu capul aplecat".

### 1990
Ducati a introdus trei modele în prima sa generație de Monster: M600, M750, și M900 (numerele denotă dimensiunile motorului). Primul M900 a fost expediat în 1993, M600 expediat în 1994, și în cele din urmă M750 a ajuns în 1996. În 1999, pentru a lichida stocul de Monster existent, Ducati a lansat câteva Monsters ediție limitată, multe din ele cu diverse niveluri de accesorii, cea mai notabilă a fost Orașul Monster, care a venit într-o culoare unică de albastru, cu serviete din piele, tip saddlebags, și ghidon mai înalt. 
Din 1994, un model de deplasare mică, M400, care producea 31 KW (42 CP la 10500 rpm), a fost construit pentru piețele specifice unde taxa de licență sau de sistem este deosebit de dură la o capacitate mai mare sau la motoare mai puternice. Principalele destinații a lui M400 au fost Italia, Japonia, Singapore și, de asemenea au fost exportate către țări precum Indonezia, Filipine, Taiwan și Thailanda. M400 a fost bazat pe modelul M600 cu componente de la același motor de bază, dar cu un arbore cotit mai scund și pistoane de diametru mai mic.

### 2000
Motocicletele au rămas relativ neschimbate până în anul 2000, atunci când Ducati a adăugat injecția la modelul M900. Poate mai important, în anul 2001 Ducati a introdus modelul S4 care avea motor Superbike cu răcire prin lichide și 4 valve. Alte modificări tehnice în acel an au inclus frâne față cu discuri Brembo semi-plutitoare cu patru pistoane, jante mai ușoare Brembo precum și furci inversate de 43 mm Showa. În 2002 a avut loc introducerea modelului S4 Fogarty, ediție limitata 300.
În noiembrie 2005 a fost anunțat un top al modelului de gama: Testastretta S4RS. Acest model folosește motorul de Superbike 999 cu suspensie față Öhlins și frâne radiale pe față și pe spate. De asemenea, în 2005, Ducati a adăugt Desmodue S2R (motor desmodromic cu două valve), linie cu familia Monster: stil asemănător cu S4R cu patru supape, dar cu motoare mai simple de 800 cc și 1000 cc, două valve, pe motocicletele S2R 800 și respectiv S2R 1000. În februarie 2006 a fost anunțat Monster 695. Acesta a înlocuit Monster 620 și a fost introdus în iunie 2006.
Monster 696 a fost anunțat în noiembrie 2007, și lansat oficial la începutul lunii aprilie 2008, în Barcelona. 696 L-twin prevedea cea mai mare putere/cc cu privire la orice model Ducati cu motor cu răcire pe baza de aer. Monster 1100 a fost anunțat în septembrie 2008. Bazat pe Monster 696, vine cu un motor mai mare de 1078cc, etriere radiale de frâne, furci mai mari și suspensie mai înaltă. În 2009, Ducati a vândut peste 12.000 de modele 696, primul lor model cu vânzări de peste 10.000 de motociclete într-un an. Modelul 1100 "S" dispune de suspensie complet ajustabilă Öhlins, o paletă de culori diferită și suporturi de disc din aluminiu, reducând astfel greutatea totală cu 1 kg.

### 2010
În aprilie 2010, a fost anunțat Monster 796, producând un motor pretins de fabrică ce dezvoltă 87 CP (65 kW).
În noiembrie 2010, Ducati a anunțat modelul Monster 1100 Evo, în locul lui Monster 1100 și 1100s. Evacuarea a fost montată sub șa, în extremități, și ambreiajul uscat a fost înlocuit cu unul umed. De asemenea, a existat o schimbare în schemele de vopsire. O altă schimbare majoră este includerea pachetului de siguranța Ducati (DSP), care este inclus în pachetul standard al motocicletei. Acest DSP constă în ABS și Traction Control Ducati.
Din noiembrie 2010, familia Ducati Monster este format din 696, 796 și 1100 Evo.

## CULTURĂ
La 21 septembrie 2008, o adunare de Ducati Monster în Hamme-Moerzeke, Belgia, a depășit recordul Guiness pentru "cea mai mare paradă de motociclete de aceeași marcă și tip". Au fost numărate 405 Ducati Monster.